# Lista di asteroidi (751001-752000)
Di seguito una lista di asteroidi dal numero 751001  al 752000 con data di scoperta e scopritore.

## 751001–751100
| Nome   | Designazione provvisoria | Data di scoperta  | Scopritore          |
| ------ | ------------------------ | ----------------- | ------------------- |
| 751001 | 2015 AZ256               | 29 dicembre 2014  | Pan-STARRS          |
| 751002 | 2015 AO257               | 21 dicembre 2014  | Pan-STARRS          |
| 751003 | 2015 AH258               | 21 dicembre 2014  | Pan-STARRS          |
| 751004 | 2015 AE259               | 30 ottobre 2007   | Mount Lemmon Survey |
| 751005 | 2015 AX260               | 15 settembre 2007 | Spacewatch          |
| 751006 | 2015 AF261               | 15 gennaio 2015   | Pan-STARRS          |
| 751007 | 2015 AQ261               | 15 gennaio 2015   | Pan-STARRS          |
| 751008 | 2015 AJ262               | 15 gennaio 2015   | Pan-STARRS          |
| 751009 | 2015 AF266               | 15 dicembre 2014  | Mount Lemmon Survey |
| 751010 | 2015 AT269               | 13 gennaio 2015   | Pan-STARRS          |
| 751011 | 2015 AR275               | 14 settembre 2013 | Pan-STARRS          |
| 751012 | 2015 AR278               | 15 gennaio 2015   | Pan-STARRS          |
| 751013 | 2015 AV278               | 6 aprile 2008     | Mount Lemmon Survey |
| 751014 | 2015 AM279               | 7 dicembre 2008   | Spacewatch          |
| 751015 | 2015 AU280               | 3 novembre 2014   | Mount Lemmon Survey |
| 751016 | 2015 AQ281               | 6 settembre 2008  | Mount Lemmon Survey |
| 751017 | 2015 AV282               | 15 gennaio 2004   | Spacewatch          |
| 751018 | 2015 AG283               | 9 novembre 2013   | Pan-STARRS          |
| 751019 | 2015 AG285               | 13 gennaio 2015   | Pan-STARRS          |
| 751020 | 2015 AW285               | 14 gennaio 2015   | Pan-STARRS          |
| 751021 | 2015 AZ285               | 14 gennaio 2015   | Pan-STARRS          |
| 751022 | 2015 AZ289               | 27 febbraio 2012  | Pan-STARRS          |
| 751023 | 2015 AG292               | 11 febbraio 2004  | NEAT                |
| 751024 | 2015 AE295               | 15 gennaio 2015   | Pan-STARRS          |
| 751025 | 2015 AH297               | 14 gennaio 2015   | Pan-STARRS          |
| 751026 | 2015 AF300               | 12 gennaio 2015   | Pan-STARRS          |
| 751027 | 2015 AS303               | 26 agosto 2012    | Pan-STARRS          |
| 751028 | 2015 BS                  | 17 novembre 2014  | Mount Lemmon Survey |
| 751029 | 2015 BY6                 | 21 dicembre 2014  | Pan-STARRS          |
| 751030 | 2015 BP8                 | 26 dicembre 2014  | Pan-STARRS          |
| 751031 | 2015 BQ8                 | 7 ottobre 2005    | LONEOS              |
| 751032 | 2015 BS8                 | 12 agosto 2013    | Pan-STARRS          |
| 751033 | 2015 BG9                 | 31 ottobre 2010   | Mount Lemmon Survey |
| 751034 | 2015 BW9                 | 17 febbraio 2010  | Mount Lemmon Survey |
| 751035 | 2015 BN11                | 15 agosto 2013    | Pan-STARRS          |
| 751036 | 2015 BA13                | 15 ottobre 2006   | Spacewatch          |
| 751037 | 2015 BX15                | 14 marzo 2007     | Mount Lemmon Survey |
| 751038 | 2015 BD16                | 21 dicembre 2014  | Mount Lemmon Survey |
| 751039 | 2015 BK16                | 28 ottobre 2014   | Pan-STARRS          |
| 751040 | 2015 BU16                | 13 febbraio 2008  | Spacewatch          |
| 751041 | 2015 BB18                | 16 gennaio 2015   | Mount Lemmon Survey |
| 751042 | 2015 BK18                | 16 ottobre 2003   | Spacewatch          |
| 751043 | 2015 BN19                | 2 novembre 2008   | Mount Lemmon Survey |
| 751044 | 2015 BO19                | 8 febbraio 2011   | Mount Lemmon Survey |
| 751045 | 2015 BY22                | 2 dicembre 2014   | Pan-STARRS          |
| 751046 | 2015 BU23                | 9 dicembre 2010   | Mount Lemmon Survey |
| 751047 | 2015 BO24                | 16 gennaio 2015   | Pan-STARRS          |
| 751048 | 2015 BQ25                | 3 dicembre 2010   | Mount Lemmon Survey |
| 751049 | 2015 BH30                | 22 settembre 2008 | Mount Lemmon Survey |
| 751050 | 2015 BT30                | 11 settembre 2002 | NEAT                |
| 751051 | 2015 BT36                | 30 ottobre 2013   | Pan-STARRS          |
| 751052 | 2015 BX37                | 6 agosto 2012     | Pan-STARRS          |
| 751053 | 2015 BR39                | 29 dicembre 2014  | Pan-STARRS          |
| 751054 | 2015 BV39                | 18 giugno 2013    | Pan-STARRS          |
| 751055 | 2015 BD40                | 17 gennaio 2015   | Mount Lemmon Survey |
| 751056 | 2015 BF41                | 4 giugno 2011     | Mount Lemmon Survey |
| 751057 | 2015 BY42                | 27 settembre 2003 | SDSS Collaboration  |
| 751058 | 2015 BQ43                | 17 gennaio 2015   | Mount Lemmon Survey |
| 751059 | 2015 BS45                | 26 dicembre 2014  | Pan-STARRS          |
| 751060 | 2015 BA46                | 14 settembre 2013 | Pan-STARRS          |
| 751061 | 2015 BR46                | 8 novembre 2007   | Mount Lemmon Survey |
| 751062 | 2015 BU46                | 26 ottobre 2008   | Mount Lemmon Survey |
| 751063 | 2015 BW46                | 17 gennaio 2015   | Pan-STARRS          |
| 751064 | 2015 BA50                | 17 gennaio 2015   | Pan-STARRS          |
| 751065 | 2015 BF51                | 17 gennaio 2015   | Pan-STARRS          |
| 751066 | 2015 BQ51                | 17 gennaio 2015   | Pan-STARRS          |
| 751067 | 2015 BA53                | 2 settembre 2010  | Mount Lemmon Survey |
| 751068 | 2015 BZ55                | 27 maggio 2011    | Spacewatch          |
| 751069 | 2015 BH56                | 20 ottobre 2006   | Spacewatch          |
| 751070 | 2015 BO56                | 7 novembre 2008   | Mount Lemmon Survey |
| 751071 | 2015 BO58                | 17 gennaio 2015   | Pan-STARRS          |
| 751072 | 2015 BD59                | 12 agosto 2012    | SSS                 |
| 751073 | 2015 BK60                | 17 gennaio 2015   | Pan-STARRS          |
| 751074 | 2015 BD61                | 17 gennaio 2015   | Pan-STARRS          |
| 751075 | 2015 BG62                | 2 dicembre 2008   | Spacewatch          |
| 751076 | 2015 BY64                | 17 gennaio 2015   | Pan-STARRS          |
| 751077 | 2015 BY66                | 17 gennaio 2015   | Pan-STARRS          |
| 751078 | 2015 BH67                | 17 aprile 2012    | CSS                 |
| 751079 | 2015 BP68                | 13 marzo 2005     | Spacewatch          |
| 751080 | 2015 BK70                | 29 ottobre 2010   | Mount Lemmon Survey |
| 751081 | 2015 BX70                | 14 settembre 2007 | Mount Lemmon Survey |
| 751082 | 2015 BA73                | 15 gennaio 2009   | Spacewatch          |
| 751083 | 2015 BN73                | 4 settembre 2013  | Mount Lemmon Survey |
| 751084 | 2015 BV77                | 13 novembre 2010  | Mount Lemmon Survey |
| 751085 | 2015 BF78                | 18 dicembre 2014  | Pan-STARRS          |
| 751086 | 2015 BE80                | 1 ottobre 2008    | Spacewatch          |
| 751087 | 2015 BA81                | 27 aprile 2011    | Spacewatch          |
| 751088 | 2015 BC82                | 6 dicembre 2008   | Spacewatch          |
| 751089 | 2015 BK84                | 21 novembre 2014  | Pan-STARRS          |
| 751090 | 2015 BB86                | 13 ottobre 2013   | Mount Lemmon Survey |
| 751091 | 2015 BC93                | 15 gennaio 2011   | Mount Lemmon Survey |
| 751092 | 2015 BX95                | 30 settembre 2006 | Mount Lemmon Survey |
| 751093 | 2015 BJ96                | 28 aprile 2011    | Spacewatch          |
| 751094 | 2015 BR96                | 6 dicembre 2007   | Spacewatch          |
| 751095 | 2015 BY98                | 16 gennaio 2015   | Mount Lemmon Survey |
| 751096 | 2015 BV103               | 14 marzo 2011     | Mount Lemmon Survey |
| 751097 | 2015 BH107               | 11 ottobre 2007   | Mount Lemmon Survey |
| 751098 | 2015 BK107               | 27 luglio 2011    | Pan-STARRS          |
| 751099 | 2015 BA109               | 23 ottobre 2011   | Pan-STARRS          |
| 751100 | 2015 BA114               | 17 gennaio 2015   | Mount Lemmon Survey |

## 751101–751200
| Nome   | Designazione provvisoria | Data di scoperta  | Scopritore                   |
| ------ | ------------------------ | ----------------- | ---------------------------- |
| 751101 | 2015 BU114               | 22 novembre 2008  | Spacewatch                   |
| 751102 | 2015 BW117               | 17 gennaio 2015   | Mount Lemmon Survey          |
| 751103 | 2015 BS122               | 6 settembre 2013  | Mount Lemmon Survey          |
| 751104 | 2015 BF126               | 17 gennaio 2015   | Pan-STARRS                   |
| 751105 | 2015 BO126               | 8 agosto 2002     | NEAT                         |
| 751106 | 2015 BQ127               | 17 gennaio 2015   | Pan-STARRS                   |
| 751107 | 2015 BC129               | 30 dicembre 2008  | Spacewatch                   |
| 751108 | 2015 BW132               | 17 gennaio 2015   | Pan-STARRS                   |
| 751109 | 2015 BO133               | 14 luglio 2013    | Pan-STARRS                   |
| 751110 | 2015 BQ136               | 10 gennaio 2008   | Mount Lemmon Survey          |
| 751111 | 2015 BO138               | 12 agosto 2012    | SSS                          |
| 751112 | 2015 BS139               | 17 gennaio 2015   | Pan-STARRS                   |
| 751113 | 2015 BF142               | 17 gennaio 2015   | Pan-STARRS                   |
| 751114 | 2015 BH142               | 13 dicembre 2010  | Mount Lemmon Survey          |
| 751115 | 2015 BF146               | 2 gennaio 2008    | W. Bickel                    |
| 751116 | 2015 BK146               | 17 gennaio 2015   | Pan-STARRS                   |
| 751117 | 2015 BF149               | 31 ottobre 2010   | ESA OGS                      |
| 751118 | 2015 BV149               | 28 settembre 2003 | Spacewatch                   |
| 751119 | 2015 BV150               | 11 marzo 2005     | Mount Lemmon Survey          |
| 751120 | 2015 BE152               | 17 gennaio 2015   | Pan-STARRS                   |
| 751121 | 2015 BN156               | 11 marzo 2007     | Mount Lemmon Survey          |
| 751122 | 2015 BE158               | 19 novembre 2007  | Mount Lemmon Survey          |
| 751123 | 2015 BH158               | 12 ottobre 2007   | Mount Lemmon Survey          |
| 751124 | 2015 BK158               | 11 ottobre 2013   | CSS                          |
| 751125 | 2015 BA159               | 17 gennaio 2015   | Pan-STARRS                   |
| 751126 | 2015 BX171               | 17 gennaio 2015   | Pan-STARRS                   |
| 751127 | 2015 BY172               | 17 gennaio 2015   | Pan-STARRS                   |
| 751128 | 2015 BN176               | 17 gennaio 2015   | Pan-STARRS                   |
| 751129 | 2015 BU184               | 17 gennaio 2015   | Pan-STARRS                   |
| 751130 | 2015 BU186               | 28 febbraio 2008  | Mount Lemmon Survey          |
| 751131 | 2015 BR188               | 3 ottobre 2013    | Mount Lemmon Survey          |
| 751132 | 2015 BT197               | 17 gennaio 2015   | Pan-STARRS                   |
| 751133 | 2015 BE198               | 17 gennaio 2015   | Pan-STARRS                   |
| 751134 | 2015 BM198               | 4 novembre 2014   | Pan-STARRS                   |
| 751135 | 2015 BR198               | 10 settembre 2007 | Spacewatch                   |
| 751136 | 2015 BJ200               | 17 gennaio 2015   | Pan-STARRS                   |
| 751137 | 2015 BM200               | 17 gennaio 2015   | Pan-STARRS                   |
| 751138 | 2015 BA202               | 19 settembre 2003 | NEAT                         |
| 751139 | 2015 BK203               | 23 dicembre 2014  | Mount Lemmon Survey          |
| 751140 | 2015 BW205               | 13 novembre 2002  | LINEAR                       |
| 751141 | 2015 BG206               | 26 dicembre 2014  | Pan-STARRS                   |
| 751142 | 2015 BN206               | 31 dicembre 2007  | Mount Lemmon Survey          |
| 751143 | 2015 BZ207               | 19 gennaio 2005   | Spacewatch                   |
| 751144 | 2015 BL208               | 30 settembre 2010 | Mount Lemmon Survey          |
| 751145 | 2015 BO209               | 26 dicembre 2014  | Pan-STARRS                   |
| 751146 | 2015 BA210               | 14 luglio 2013    | Pan-STARRS                   |
| 751147 | 2015 BD210               | 18 gennaio 2015   | Mount Lemmon Survey          |
| 751148 | 2015 BW210               | 30 ottobre 2008   | Mount Lemmon Survey          |
| 751149 | 2015 BA211               | 10 settembre 2010 | Spacewatch                   |
| 751150 | 2015 BK216               | 10 febbraio 2010  | Spacewatch                   |
| 751151 | 2015 BM219               | 3 ottobre 2013    | Pan-STARRS                   |
| 751152 | 2015 BC222               | 21 dicembre 2014  | Pan-STARRS                   |
| 751153 | 2015 BX222               | 22 marzo 2009     | Mount Lemmon Survey          |
| 751154 | 2015 BY222               | 18 gennaio 2015   | Mount Lemmon Survey          |
| 751155 | 2015 BW223               | 30 settembre 2005 | Mount Lemmon Survey          |
| 751156 | 2015 BU224               | 26 agosto 2012    | Pan-STARRS                   |
| 751157 | 2015 BG233               | 26 dicembre 2014  | Pan-STARRS                   |
| 751158 | 2015 BZ233               | 13 febbraio 2010  | Mount Lemmon Survey          |
| 751159 | 2015 BG234               | 18 dicembre 2007  | Spacewatch                   |
| 751160 | 2015 BG236               | 5 giugno 2011     | Mount Lemmon Survey          |
| 751161 | 2015 BP236               | 10 novembre 2009  | Spacewatch                   |
| 751162 | 2015 BJ237               | 29 dicembre 2014  | Pan-STARRS                   |
| 751163 | 2015 BX237               | 27 novembre 2014  | Mount Lemmon Survey          |
| 751164 | 2015 BZ237               | 26 novembre 2014  | Pan-STARRS                   |
| 751165 | 2015 BA242               | 21 novembre 2008  | Spacewatch                   |
| 751166 | 2015 BD243               | 18 gennaio 2015   | Pan-STARRS                   |
| 751167 | 2015 BL244               | 14 settembre 2013 | Pan-STARRS                   |
| 751168 | 2015 BT244               | 18 gennaio 2009   | Mount Lemmon Survey          |
| 751169 | 2015 BG246               | 18 gennaio 2015   | Pan-STARRS                   |
| 751170 | 2015 BA248               | 18 ottobre 2003   | Spacewatch                   |
| 751171 | 2015 BM248               | 24 settembre 2008 | CSS                          |
| 751172 | 2015 BY248               | 28 ottobre 2006   | Spacewatch                   |
| 751173 | 2015 BF249               | 17 febbraio 2004  | Spacewatch                   |
| 751174 | 2015 BK251               | 2 ottobre 2013    | Mount Lemmon Survey          |
| 751175 | 2015 BX252               | 6 febbraio 2007   | Spacewatch                   |
| 751176 | 2015 BY254               | 25 settembre 2011 | CSS                          |
| 751177 | 2015 BB255               | 26 maggio 2003    | P. R. Holvorcem, M. Schwartz |
| 751178 | 2015 BL257               | 18 gennaio 2015   | Pan-STARRS                   |
| 751179 | 2015 BR258               | 27 novembre 2014  | Mount Lemmon Survey          |
| 751180 | 2015 BC261               | 18 gennaio 2015   | Pan-STARRS                   |
| 751181 | 2015 BG261               | 27 febbraio 2012  | Pan-STARRS                   |
| 751182 | 2015 BB265               | 19 gennaio 2015   | Mount Lemmon Survey          |
| 751183 | 2015 BC268               | 23 novembre 2014  | Pan-STARRS                   |
| 751184 | 2015 BU269               | 19 gennaio 2015   | Mount Lemmon Survey          |
| 751185 | 2015 BR272               | 31 agosto 2013    | Pan-STARRS                   |
| 751186 | 2015 BM273               | 20 giugno 2013    | Pan-STARRS                   |
| 751187 | 2015 BE278               | 19 gennaio 2015   | Spacewatch                   |
| 751188 | 2015 BZ278               | 5 ottobre 2013    | Pan-STARRS                   |
| 751189 | 2015 BH280               | 13 agosto 2012    | Pan-STARRS                   |
| 751190 | 2015 BY286               | 19 gennaio 2015   | Pan-STARRS                   |
| 751191 | 2015 BH288               | 19 gennaio 2015   | Pan-STARRS                   |
| 751192 | 2015 BZ290               | 19 gennaio 2015   | Pan-STARRS                   |
| 751193 | 2015 BE292               | 23 gennaio 2011   | Mount Lemmon Survey          |
| 751194 | 2015 BP292               | 31 dicembre 2008  | Spacewatch                   |
| 751195 | 2015 BR293               | 29 settembre 2009 | Mount Lemmon Survey          |
| 751196 | 2015 BG295               | 25 ottobre 2013   | Pan-STARRS                   |
| 751197 | 2015 BA298               | 29 aprile 2011    | R. Holmes                    |
| 751198 | 2015 BB299               | 28 marzo 2008     | Mount Lemmon Survey          |
| 751199 | 2015 BY303               | 19 gennaio 2015   | Pan-STARRS                   |
| 751200 | 2015 BT304               | 17 febbraio 2007  | Spacewatch                   |

## 751201–751300
| Nome   | Designazione provvisoria | Data di scoperta  | Scopritore          |
| ------ | ------------------------ | ----------------- | ------------------- |
| 751201 | 2015 BA305               | 19 gennaio 2015   | Pan-STARRS          |
| 751202 | 2015 BG306               | 5 dicembre 2008   | Spacewatch          |
| 751203 | 2015 BS312               | 13 gennaio 2015   | Pan-STARRS          |
| 751204 | 2015 BK314               | 8 marzo 2008      | Mount Lemmon Survey |
| 751205 | 2015 BV316               | 17 gennaio 2015   | Pan-STARRS          |
| 751206 | 2015 BC318               | 7 ottobre 2010    | CSS                 |
| 751207 | 2015 BB319               | 17 gennaio 2015   | Pan-STARRS          |
| 751208 | 2015 BW321               | 17 gennaio 2015   | Pan-STARRS          |
| 751209 | 2015 BB323               | 25 settembre 2012 | Mount Lemmon Survey |
| 751210 | 2015 BO327               | 17 gennaio 2015   | Pan-STARRS          |
| 751211 | 2015 BE329               | 6 novembre 2010   | Mount Lemmon Survey |
| 751212 | 2015 BN330               | 2 ottobre 2006    | Mount Lemmon Survey |
| 751213 | 2015 BR342               | 1 aprile 2012     | Mount Lemmon Survey |
| 751214 | 2015 BZ342               | 5 dicembre 2005   | Spacewatch          |
| 751215 | 2015 BB348               | 18 gennaio 2015   | Pan-STARRS          |
| 751216 | 2015 BA350               | 6 novembre 2008   | Mount Lemmon Survey |
| 751217 | 2015 BX350               | 26 maggio 2006    | Mount Lemmon Survey |
| 751218 | 2015 BV353               | 5 ottobre 2013    | Pan-STARRS          |
| 751219 | 2015 BM354               | 18 gennaio 2015   | Mount Lemmon Survey |
| 751220 | 2015 BJ357               | 20 gennaio 2015   | Spacewatch          |
| 751221 | 2015 BY357               | 10 ottobre 2007   | Mount Lemmon Survey |
| 751222 | 2015 BT358               | 6 gennaio 2006    | Spacewatch          |
| 751223 | 2015 BE359               | 26 dicembre 2014  | Pan-STARRS          |
| 751224 | 2015 BR359               | 26 dicembre 2014  | Pan-STARRS          |
| 751225 | 2015 BQ360               | 22 dicembre 2003  | Spacewatch          |
| 751226 | 2015 BF361               | 15 agosto 2013    | Pan-STARRS          |
| 751227 | 2015 BT364               | 26 dicembre 2014  | Pan-STARRS          |
| 751228 | 2015 BO367               | 2 aprile 2009     | Mount Lemmon Survey |
| 751229 | 2015 BZ370               | 26 ottobre 2008   | Mount Lemmon Survey |
| 751230 | 2015 BL376               | 8 febbraio 1999   | Spacewatch          |
| 751231 | 2015 BR378               | 29 dicembre 2014  | Pan-STARRS          |
| 751232 | 2015 BQ384               | 17 settembre 2006 | Spacewatch          |
| 751233 | 2015 BR384               | 15 settembre 2013 | Pan-STARRS          |
| 751234 | 2015 BQ388               | 12 settembre 2013 | Mount Lemmon Survey |
| 751235 | 2015 BU393               | 20 gennaio 2015   | Pan-STARRS          |
| 751236 | 2015 BM394               | 20 gennaio 2015   | Pan-STARRS          |
| 751237 | 2015 BN400               | 11 ottobre 2007   | Mount Lemmon Survey |
| 751238 | 2015 BF402               | 20 gennaio 2015   | Pan-STARRS          |
| 751239 | 2015 BM404               | 20 gennaio 2015   | Pan-STARRS          |
| 751240 | 2015 BY408               | 20 gennaio 2015   | Pan-STARRS          |
| 751241 | 2015 BE409               | 18 aprile 2012    | Mount Lemmon Survey |
| 751242 | 2015 BL415               | 20 gennaio 2015   | Pan-STARRS          |
| 751243 | 2015 BM415               | 20 gennaio 2015   | Pan-STARRS          |
| 751244 | 2015 BO415               | 20 gennaio 2015   | Pan-STARRS          |
| 751245 | 2015 BU415               | 10 gennaio 2008   | Spacewatch          |
| 751246 | 2015 BH416               | 20 gennaio 2015   | Pan-STARRS          |
| 751247 | 2015 BZ417               | 5 settembre 2007  | Mount Lemmon Survey |
| 751248 | 2015 BL419               | 12 ottobre 2010   | Mount Lemmon Survey |
| 751249 | 2015 BV419               | 20 gennaio 2015   | Pan-STARRS          |
| 751250 | 2015 BB422               | 7 maggio 2011     | Mount Lemmon Survey |
| 751251 | 2015 BM425               | 20 gennaio 2015   | Pan-STARRS          |
| 751252 | 2015 BB426               | 20 gennaio 2015   | Pan-STARRS          |
| 751253 | 2015 BZ426               | 20 gennaio 2015   | Pan-STARRS          |
| 751254 | 2015 BA430               | 20 gennaio 2015   | Pan-STARRS          |
| 751255 | 2015 BH432               | 8 novembre 2010   | Mount Lemmon Survey |
| 751256 | 2015 BW436               | 11 febbraio 1997  | Spacewatch          |
| 751257 | 2015 BG438               | 20 gennaio 2015   | Pan-STARRS          |
| 751258 | 2015 BL439               | 10 febbraio 2008  | Spacewatch          |
| 751259 | 2015 BT439               | 1 luglio 2011     | Spacewatch          |
| 751260 | 2015 BZ443               | 20 gennaio 2015   | Pan-STARRS          |
| 751261 | 2015 BW450               | 20 gennaio 2015   | Pan-STARRS          |
| 751262 | 2015 BZ453               | 3 ottobre 2013    | Mount Lemmon Survey |
| 751263 | 2015 BE454               | 20 gennaio 2015   | Pan-STARRS          |
| 751264 | 2015 BJ457               | 4 novembre 2007   | Mount Lemmon Survey |
| 751265 | 2015 BH459               | 11 febbraio 2008  | Mount Lemmon Survey |
| 751266 | 2015 BB461               | 23 novembre 2006  | Mount Lemmon Survey |
| 751267 | 2015 BJ461               | 10 settembre 2007 | Spacewatch          |
| 751268 | 2015 BT463               | 20 ottobre 2008   | Spacewatch          |
| 751269 | 2015 BU463               | 22 febbraio 2007  | Spacewatch          |
| 751270 | 2015 BA465               | 14 ottobre 2004   | NEAT                |
| 751271 | 2015 BS467               | 20 gennaio 2015   | Pan-STARRS          |
| 751272 | 2015 BK468               | 8 marzo 2008      | Mount Lemmon Survey |
| 751273 | 2015 BN471               | 14 febbraio 2010  | Mount Lemmon Survey |
| 751274 | 2015 BG472               | 18 settembre 2010 | Mount Lemmon Survey |
| 751275 | 2015 BG473               | 20 gennaio 2015   | Pan-STARRS          |
| 751276 | 2015 BU473               | 20 gennaio 2015   | Pan-STARRS          |
| 751277 | 2015 BX473               | 20 gennaio 2015   | Pan-STARRS          |
| 751278 | 2015 BR476               | 20 gennaio 2015   | Pan-STARRS          |
| 751279 | 2015 BD481               | 18 marzo 2010     | Mount Lemmon Survey |
| 751280 | 2015 BT485               | 30 dicembre 2007  | Spacewatch          |
| 751281 | 2015 BH490               | 20 gennaio 2015   | Spacewatch          |
| 751282 | 2015 BW494               | 10 gennaio 2008   | Mount Lemmon Survey |
| 751283 | 2015 BA506               | 12 aprile 2012    | Pan-STARRS          |
| 751284 | 2015 BM506               | 20 gennaio 2015   | Pan-STARRS          |
| 751285 | 2015 BW508               | 21 gennaio 2015   | Spacewatch          |
| 751286 | 2015 BN514               | 30 aprile 2009    | Mount Lemmon Survey |
| 751287 | 2015 BE515               | 24 settembre 2008 | Mount Lemmon Survey |
| 751288 | 2015 BG515               | 14 gennaio 2015   | Pan-STARRS          |
| 751289 | 2015 BO520               | 10 marzo 2007     | Spacewatch          |
| 751290 | 2015 BV520               | 1 settembre 2013  | Mount Lemmon Survey |
| 751291 | 2015 BP521               | 30 settembre 2013 | Mount Lemmon Survey |
| 751292 | 2015 BW521               | 20 dicembre 2014  | Pan-STARRS          |
| 751293 | 2015 BY521               | 31 gennaio 2015   | Pan-STARRS          |
| 751294 | 2015 BF532               | 23 gennaio 2015   | Pan-STARRS          |
| 751295 | 2015 BH532               | 23 gennaio 2015   | Pan-STARRS          |
| 751296 | 2015 BR532               | 20 gennaio 2015   | Mount Lemmon Survey |
| 751297 | 2015 BG538               | 1 marzo 2008      | Spacewatch          |
| 751298 | 2015 BD539               | 3 ottobre 2013    | Pan-STARRS          |
| 751299 | 2015 BW542               | 29 gennaio 2015   | Pan-STARRS          |
| 751300 | 2015 BA545               | 1 novembre 2007   | Spacewatch          |

## 751301–751400
| Nome   | Designazione provvisoria | Data di scoperta  | Scopritore                |
| ------ | ------------------------ | ----------------- | ------------------------- |
| 751301 | 2015 BK545               | 15 ottobre 2013   | Mount Lemmon Survey       |
| 751302 | 2015 BQ545               | 30 gennaio 2009   | Mount Lemmon Survey       |
| 751303 | 2015 BQ547               | 21 dicembre 2014  | Pan-STARRS                |
| 751304 | 2015 BB548               | 16 gennaio 2015   | Pan-STARRS                |
| 751305 | 2015 BX548               | 3 marzo 2005      | Spacewatch                |
| 751306 | 2015 BG551               | 22 gennaio 2015   | Pan-STARRS                |
| 751307 | 2015 BC553               | 21 dicembre 2014  | Mount Lemmon Survey       |
| 751308 | 2015 BS555               | 29 novembre 2014  | Pan-STARRS                |
| 751309 | 2015 BB556               | 17 agosto 2012    | Pan-STARRS                |
| 751310 | 2015 BD556               | 29 dicembre 2014  | Pan-STARRS                |
| 751311 | 2015 BF556               | 22 gennaio 2012   | Pan-STARRS                |
| 751312 | 2015 BU557               | 9 settembre 2013  | Pan-STARRS                |
| 751313 | 2015 BT561               | 29 aprile 2011    | Spacewatch                |
| 751314 | 2015 BS565               | 21 gennaio 2015   | Pan-STARRS                |
| 751315 | 2015 BO566               | 17 settembre 2009 | Mount Lemmon Survey       |
| 751316 | 2015 BN568               | 25 gennaio 2015   | Pan-STARRS                |
| 751317 | 2015 BA570               | 15 settembre 2012 | ESA OGS                   |
| 751318 | 2015 BV576               | 16 gennaio 2015   | Pan-STARRS                |
| 751319 | 2015 BW578               | 3 ottobre 2013    | CSS                       |
| 751320 | 2015 BH580               | 18 ottobre 2003   | Spacewatch                |
| 751321 | 2015 BM590               | 22 gennaio 2015   | Pan-STARRS                |
| 751322 | 2015 BY590               | 19 gennaio 2015   | Mount Lemmon Survey       |
| 751323 | 2015 BN591               | 16 gennaio 2015   | Mount Lemmon Survey       |
| 751324 | 2015 BH594               | 23 gennaio 2015   | Pan-STARRS                |
| 751325 | 2015 BJ594               | 18 gennaio 2015   | Pan-STARRS                |
| 751326 | 2015 BK596               | 20 gennaio 2015   | Mount Lemmon Survey       |
| 751327 | 2015 BM601               | 20 gennaio 2015   | Pan-STARRS                |
| 751328 | 2015 BC602               | 23 gennaio 2015   | Pan-STARRS                |
| 751329 | 2015 BD603               | 20 gennaio 2015   | Pan-STARRS                |
| 751330 | 2015 BW604               | 25 gennaio 2015   | Pan-STARRS                |
| 751331 | 2015 BT607               | 18 gennaio 2015   | Mount Lemmon Survey       |
| 751332 | 2015 BK608               | 28 gennaio 2015   | Pan-STARRS                |
| 751333 | 2015 BB611               | 20 gennaio 2015   | Pan-STARRS                |
| 751334 | 2015 BW615               | 16 gennaio 2015   | Pan-STARRS                |
| 751335 | 2015 BT619               | 20 gennaio 2015   | Pan-STARRS                |
| 751336 | 2015 CJ                  | 8 gennaio 2015    | Pan-STARRS                |
| 751337 | 2015 CG2                 | 10 novembre 2010  | Mount Lemmon Survey       |
| 751338 | 2015 CA3                 | 8 dicembre 2010   | Mount Lemmon Survey       |
| 751339 | 2015 CD3                 | 20 gennaio 2015   | Pan-STARRS                |
| 751340 | 2015 CG3                 | 30 ottobre 2007   | Spacewatch                |
| 751341 | 2015 CJ4                 | 20 gennaio 2015   | Pan-STARRS                |
| 751342 | 2015 CX4                 | 8 febbraio 2008   | W. Bickel                 |
| 751343 | 2015 CF5                 | 15 marzo 2004     | Spacewatch                |
| 751344 | 2015 CF7                 | 29 dicembre 2014  | Mount Lemmon Survey       |
| 751345 | 2015 CU7                 | 17 gennaio 2015   | Pan-STARRS                |
| 751346 | 2015 CB8                 | 20 gennaio 2015   | Pan-STARRS                |
| 751347 | 2015 CE9                 | 5 novembre 2007   | Mount Lemmon Survey       |
| 751348 | 2015 CW10                | 15 gennaio 2015   | Mount Lemmon Survey       |
| 751349 | 2015 CQ11                | 1 aprile 2008     | Spacewatch                |
| 751350 | 2015 CD12                | 25 dicembre 2010  | Spacewatch                |
| 751351 | 2015 CK12                | 21 dicembre 2014  | Pan-STARRS                |
| 751352 | 2015 CS15                | 8 febbraio 2015   | Mount Lemmon Survey       |
| 751353 | 2015 CY16                | 22 agosto 2004    | Osservatorio di Mauna Kea |
| 751354 | 2015 CX17                | 8 novembre 2007   | Spacewatch                |
| 751355 | 2015 CO19                | 30 dicembre 2008  | Spacewatch                |
| 751356 | 2015 CF22                | 24 ottobre 2013   | Spacewatch                |
| 751357 | 2015 CZ22                | 29 gennaio 2015   | Pan-STARRS                |
| 751358 | 2015 CN23                | 2 febbraio 2008   | Spacewatch                |
| 751359 | 2015 CD24                | 10 febbraio 2015  | Spacewatch                |
| 751360 | 2015 CE24                | 3 febbraio 2009   | Mount Lemmon Survey       |
| 751361 | 2015 CZ25                | 9 marzo 2005      | Mount Lemmon Survey       |
| 751362 | 2015 CC28                | 15 gennaio 2015   | Pan-STARRS                |
| 751363 | 2015 CD29                | 13 febbraio 2004  | Spacewatch                |
| 751364 | 2015 CR30                | 7 febbraio 2015   | Mount Lemmon Survey       |
| 751365 | 2015 CF31                | 30 settembre 2010 | Mount Lemmon Survey       |
| 751366 | 2015 CN31                | 11 febbraio 2015  | Pan-STARRS                |
| 751367 | 2015 CU31                | 2 gennaio 2009    | Mount Lemmon Survey       |
| 751368 | 2015 CR34                | 26 dicembre 2014  | Pan-STARRS                |
| 751369 | 2015 CV34                | 24 gennaio 2015   | Pan-STARRS                |
| 751370 | 2015 CF36                | 12 febbraio 2015  | Pan-STARRS                |
| 751371 | 2015 CJ37                | 18 febbraio 2010  | Mount Lemmon Survey       |
| 751372 | 2015 CK39                | 29 gennaio 2015   | Pan-STARRS                |
| 751373 | 2015 CB46                | 10 settembre 2007 | Spacewatch                |
| 751374 | 2015 CS49                | 30 gennaio 2011   | Spacewatch                |
| 751375 | 2015 CC52                | 6 dicembre 2010   | Mount Lemmon Survey       |
| 751376 | 2015 CL52                | 12 febbraio 2004  | Spacewatch                |
| 751377 | 2015 CW54                | 23 gennaio 2015   | Pan-STARRS                |
| 751378 | 2015 CE55                | 30 marzo 2011     | Mount Lemmon Survey       |
| 751379 | 2015 CV55                | 9 febbraio 2005   | Mount Lemmon Survey       |
| 751380 | 2015 CZ55                | 19 gennaio 2015   | Pan-STARRS                |
| 751381 | 2015 CA56                | 28 febbraio 2008  | Mount Lemmon Survey       |
| 751382 | 2015 CJ58                | 2 gennaio 2014    | Mount Lemmon Survey       |
| 751383 | 2015 CT62                | 7 febbraio 2015   | Pan-STARRS                |
| 751384 | 2015 CW62                | 11 febbraio 2015  | Mount Lemmon Survey       |
| 751385 | 2015 CN64                | 3 settembre 2013  | M. Żołnowski, M. Kusiak   |
| 751386 | 2015 CE66                | 11 novembre 2010  | Mount Lemmon Survey       |
| 751387 | 2015 CQ67                | 20 gennaio 2015   | Pan-STARRS                |
| 751388 | 2015 CT67                | 19 gennaio 2004   | Spacewatch                |
| 751389 | 2015 CV67                | 20 gennaio 2015   | Pan-STARRS                |
| 751390 | 2015 CH69                | 23 gennaio 2015   | Pan-STARRS                |
| 751391 | 2015 CZ72                | 12 febbraio 2015  | Pan-STARRS                |
| 751392 | 2015 CE77                | 27 gennaio 2015   | Pan-STARRS                |
| 751393 | 2015 DX                  | 15 aprile 2012    | Pan-STARRS                |
| 751394 | 2015 DX1                 | 26 novembre 2014  | Pan-STARRS                |
| 751395 | 2015 DY1                 | 13 marzo 2012     | Mount Lemmon Survey       |
| 751396 | 2015 DJ7                 | 19 ottobre 2010   | Mount Lemmon Survey       |
| 751397 | 2015 DB9                 | 11 novembre 2013  | Mount Lemmon Survey       |
| 751398 | 2015 DH9                 | 18 gennaio 2015   | Pan-STARRS                |
| 751399 | 2015 DW10                | 17 gennaio 2015   | Pan-STARRS                |
| 751400 | 2015 DU12                | 5 settembre 2013  | CSS                       |

## 751401–751500
| Nome   | Designazione provvisoria | Data di scoperta  | Scopritore                    |
| ------ | ------------------------ | ----------------- | ----------------------------- |
| 751401 | 2015 DR14                | 12 settembre 2013 | CSS                           |
| 751402 | 2015 DW16                | 8 ottobre 2012    | Pan-STARRS                    |
| 751403 | 2015 DM17                | 27 gennaio 2015   | Pan-STARRS                    |
| 751404 | 2015 DT18                | 24 gennaio 2015   | Mount Lemmon Survey           |
| 751405 | 2015 DT20                | 28 aprile 2012    | Spacewatch                    |
| 751406 | 2015 DW20                | 18 ottobre 2007   | Spacewatch                    |
| 751407 | 2015 DM21                | 26 settembre 2009 | Mount Lemmon Survey           |
| 751408 | 2015 DJ22                | 29 settembre 2010 | Mount Lemmon Survey           |
| 751409 | 2015 DD23                | 30 gennaio 2008   | Mount Lemmon Survey           |
| 751410 | 2015 DA27                | 19 agosto 2001    | Cerro Tololo Obs.             |
| 751411 | 2015 DK27                | 14 marzo 2004     | Spacewatch                    |
| 751412 | 2015 DN29                | 4 dicembre 2010   | Mount Lemmon Survey           |
| 751413 | 2015 DJ31                | 15 ottobre 2013   | Mount Lemmon Survey           |
| 751414 | 2015 DU31                | 10 febbraio 2008  | Spacewatch                    |
| 751415 | 2015 DE34                | 30 settembre 2006 | Spacewatch                    |
| 751416 | 2015 DK35                | 27 gennaio 2011   | Mount Lemmon Survey           |
| 751417 | 2015 DS37                | 21 gennaio 2015   | Pan-STARRS                    |
| 751418 | 2015 DX37                | 27 gennaio 2011   | Mount Lemmon Survey           |
| 751419 | 2015 DB38                | 14 luglio 2013    | Pan-STARRS                    |
| 751420 | 2015 DR38                | 7 marzo 2008      | Spacewatch                    |
| 751421 | 2015 DH39                | 21 gennaio 2015   | Pan-STARRS                    |
| 751422 | 2015 DD40                | 27 gennaio 2015   | Pan-STARRS                    |
| 751423 | 2015 DL42                | 16 febbraio 2015  | Pan-STARRS                    |
| 751424 | 2015 DV42                | 18 maggio 2012    | Pan-STARRS                    |
| 751425 | 2015 DW42                | 16 febbraio 2015  | Pan-STARRS                    |
| 751426 | 2015 DL44                | 16 febbraio 2015  | Pan-STARRS                    |
| 751427 | 2015 DY46                | 16 febbraio 2015  | Pan-STARRS                    |
| 751428 | 2015 DW49                | 11 settembre 2007 | Spacewatch                    |
| 751429 | 2015 DE52                | 19 ottobre 2003   | SDSS Collaboration            |
| 751430 | 2015 DM56                | 28 febbraio 2008  | Spacewatch                    |
| 751431 | 2015 DP58                | 20 gennaio 2015   | Spacewatch                    |
| 751432 | 2015 DT59                | 14 settembre 2005 | Spacewatch                    |
| 751433 | 2015 DN71                | 16 febbraio 2015  | Pan-STARRS                    |
| 751434 | 2015 DE72                | 14 ottobre 2010   | Mount Lemmon Survey           |
| 751435 | 2015 DZ72                | 14 aprile 2008    | Spacewatch                    |
| 751436 | 2015 DX78                | 6 settembre 2008  | Spacewatch                    |
| 751437 | 2015 DN83                | 27 gennaio 2015   | Pan-STARRS                    |
| 751438 | 2015 DP83                | 20 novembre 2006  | Mount Lemmon Survey           |
| 751439 | 2015 DC84                | 16 febbraio 2015  | Pan-STARRS                    |
| 751440 | 2015 DV84                | 14 gennaio 2011   | Mount Lemmon Survey           |
| 751441 | 2015 DP94                | 1 dicembre 2014   | Pan-STARRS                    |
| 751442 | 2015 DK95                | 15 settembre 2007 | Mount Lemmon Survey           |
| 751443 | 2015 DP95                | 16 febbraio 2015  | Pan-STARRS                    |
| 751444 | 2015 DC96                | 14 agosto 2013    | Pan-STARRS                    |
| 751445 | 2015 DB97                | 16 febbraio 2015  | Pan-STARRS                    |
| 751446 | 2015 DS99                | 7 febbraio 2011   | Mount Lemmon Survey           |
| 751447 | 2015 DL101               | 15 settembre 2007 | Mount Lemmon Survey           |
| 751448 | 2015 DH102               | 2 ottobre 2013    | CSS                           |
| 751449 | 2015 DC104               | 22 dicembre 2008  | Mount Lemmon Survey           |
| 751450 | 2015 DN105               | 21 gennaio 2015   | Pan-STARRS                    |
| 751451 | 2015 DD108               | 18 marzo 2010     | Mount Lemmon Survey           |
| 751452 | 2015 DR108               | 20 gennaio 2015   | Mount Lemmon Survey           |
| 751453 | 2015 DJ110               | 9 settembre 2007  | Spacewatch                    |
| 751454 | 2015 DM115               | 17 settembre 2010 | CSS                           |
| 751455 | 2015 DO115               | 20 gennaio 2015   | Mount Lemmon Survey           |
| 751456 | 2015 DS115               | 2 novembre 2013   | Mount Lemmon Survey           |
| 751457 | 2015 DX115               | 5 ottobre 2013    | Mount Lemmon Survey           |
| 751458 | 2015 DB116               | 16 marzo 2012     | Spacewatch                    |
| 751459 | 2015 DF118               | 5 novembre 2010   | Mount Lemmon Survey           |
| 751460 | 2015 DQ118               | 4 gennaio 2011    | Mount Lemmon Survey           |
| 751461 | 2015 DO119               | 21 gennaio 2015   | Pan-STARRS                    |
| 751462 | 2015 DV122               | 29 dicembre 2014  | Pan-STARRS                    |
| 751463 | 2015 DW124               | 17 febbraio 2015  | Pan-STARRS                    |
| 751464 | 2015 DL126               | 29 dicembre 2014  | Pan-STARRS                    |
| 751465 | 2015 DR126               | 28 gennaio 2015   | Pan-STARRS                    |
| 751466 | 2015 DX128               | 29 dicembre 2014  | Pan-STARRS                    |
| 751467 | 2015 DV139               | 15 gennaio 2015   | Pan-STARRS                    |
| 751468 | 2015 DY140               | 23 maggio 2001    | J. L. Elliot, L. H. Wasserman |
| 751469 | 2015 DY141               | 18 gennaio 2015   | Mount Lemmon Survey           |
| 751470 | 2015 DB142               | 2 ottobre 2013    | Mount Lemmon Survey           |
| 751471 | 2015 DG144               | 1 settembre 2013  | CSS                           |
| 751472 | 2015 DN144               | 17 gennaio 2015   | Mount Lemmon Survey           |
| 751473 | 2015 DW144               | 25 ottobre 2008   | Spacewatch                    |
| 751474 | 2015 DN145               | 19 gennaio 2015   | Mount Lemmon Survey           |
| 751475 | 2015 DX148               | 9 febbraio 2008   | Mount Lemmon Survey           |
| 751476 | 2015 DC150               | 3 settembre 2013  | Spacewatch                    |
| 751477 | 2015 DF152               | 29 dicembre 2014  | Pan-STARRS                    |
| 751478 | 2015 DK153               | 18 febbraio 2015  | Pan-STARRS                    |
| 751479 | 2015 DR155               | 26 novembre 2014  | Pan-STARRS                    |
| 751480 | 2015 DL156               | 3 ottobre 2013    | Pan-STARRS                    |
| 751481 | 2015 DB157               | 24 marzo 2012     | CSS                           |
| 751482 | 2015 DV158               | 26 gennaio 2015   | Pan-STARRS                    |
| 751483 | 2015 DW159               | 18 dicembre 2007  | Mount Lemmon Survey           |
| 751484 | 2015 DA160               | 15 gennaio 2015   | Pan-STARRS                    |
| 751485 | 2015 DG161               | 4 aprile 2010     | CSS                           |
| 751486 | 2015 DP161               | 18 febbraio 2015  | Mount Lemmon Survey           |
| 751487 | 2015 DO162               | 8 febbraio 2011   | Mount Lemmon Survey           |
| 751488 | 2015 DK166               | 29 dicembre 2014  | Pan-STARRS                    |
| 751489 | 2015 DQ166               | 23 gennaio 2015   | Pan-STARRS                    |
| 751490 | 2015 DX169               | 9 ottobre 2012    | Pan-STARRS                    |
| 751491 | 2015 DC170               | 1 novembre 2013   | A. Oreshko                    |
| 751492 | 2015 DO189               | 27 gennaio 2015   | Pan-STARRS                    |
| 751493 | 2015 DM192               | 20 febbraio 2015  | Pan-STARRS                    |
| 751494 | 2015 DW194               | 11 gennaio 2015   | Pan-STARRS                    |
| 751495 | 2015 DQ199               | 17 luglio 2013    | Pan-STARRS                    |
| 751496 | 2015 DU203               | 23 gennaio 2015   | Pan-STARRS                    |
| 751497 | 2015 DC204               | 23 gennaio 2015   | Pan-STARRS                    |
| 751498 | 2015 DC205               | 15 aprile 2008    | Mount Lemmon Survey           |
| 751499 | 2015 DJ206               | 28 novembre 2013  | Mount Lemmon Survey           |
| 751500 | 2015 DK206               | 24 gennaio 2007   | Mount Lemmon Survey           |

## 751501–751600
| Nome   | Designazione provvisoria | Data di scoperta  | Scopritore          |
| ------ | ------------------------ | ----------------- | ------------------- |
| 751501 | 2015 DE214               | 5 ottobre 2013    | Pan-STARRS          |
| 751502 | 2015 DU217               | 8 ottobre 2012    | Pan-STARRS          |
| 751503 | 2015 DR219               | 23 gennaio 2015   | Pan-STARRS          |
| 751504 | 2015 DL224               | 31 gennaio 2008   | Mount Lemmon Survey |
| 751505 | 2015 DK225               | 29 febbraio 2012  | Mount Lemmon Survey |
| 751506 | 2015 DP225               | 24 febbraio 2015  | Pan-STARRS          |
| 751507 | 2015 DU225               | 18 ottobre 2009   | Mount Lemmon Survey |
| 751508 | 2015 DP233               | 26 gennaio 2009   | Mount Lemmon Survey |
| 751509 | 2015 DZ235               | 28 gennaio 2015   | Pan-STARRS          |
| 751510 | 2015 DZ236               | 10 febbraio 2015  | Mount Lemmon Survey |
| 751511 | 2015 DB240               | 29 gennaio 2015   | Pan-STARRS          |
| 751512 | 2015 DA242               | 19 gennaio 2015   | Pan-STARRS          |
| 751513 | 2015 DC245               | 26 maggio 2011    | Mount Lemmon Survey |
| 751514 | 2015 DM246               | 23 gennaio 2015   | Pan-STARRS          |
| 751515 | 2015 DR246               | 20 gennaio 2015   | Pan-STARRS          |
| 751516 | 2015 DD248               | 23 gennaio 2015   | Pan-STARRS          |
| 751517 | 2015 DQ250               | 27 febbraio 2015  | Pan-STARRS          |
| 751518 | 2015 DM251               | 27 febbraio 2015  | Pan-STARRS          |
| 751519 | 2015 DS251               | 11 aprile 2016    | Pan-STARRS          |
| 751520 | 2015 DT251               | 16 febbraio 2015  | Pan-STARRS          |
| 751521 | 2015 DA254               | 16 febbraio 2015  | Pan-STARRS          |
| 751522 | 2015 DV257               | 26 febbraio 2015  | Mount Lemmon Survey |
| 751523 | 2015 DL263               | 28 gennaio 2015   | Pan-STARRS          |
| 751524 | 2015 DD266               | 16 febbraio 2015  | Pan-STARRS          |
| 751525 | 2015 DO266               | 16 febbraio 2015  | Pan-STARRS          |
| 751526 | 2015 DH267               | 20 febbraio 2015  | Pan-STARRS          |
| 751527 | 2015 DP277               | 16 febbraio 2015  | Pan-STARRS          |
| 751528 | 2015 DV289               | 19 febbraio 2015  | Pan-STARRS          |
| 751529 | 2015 DQ293               | 18 febbraio 2015  | Pan-STARRS          |
| 751530 | 2015 DV315               | 27 gennaio 2015   | Pan-STARRS          |
| 751531 | 2015 EM6                 | 11 febbraio 2008  | Mount Lemmon Survey |
| 751532 | 2015 EG10                | 18 dicembre 2014  | Pan-STARRS          |
| 751533 | 2015 EN12                | 15 gennaio 2015   | Pan-STARRS          |
| 751534 | 2015 EU12                | 26 dicembre 2008  | Mount Nyukasa Stn.  |
| 751535 | 2015 EJ14                | 18 settembre 2012 | Mount Lemmon Survey |
| 751536 | 2015 EP16                | 13 febbraio 2011  | Mount Lemmon Survey |
| 751537 | 2015 EN17                | 11 febbraio 2008  | Mount Lemmon Survey |
| 751538 | 2015 EL19                | 20 gennaio 2015   | Pan-STARRS          |
| 751539 | 2015 EE20                | 15 febbraio 2015  | Pan-STARRS          |
| 751540 | 2015 EG21                | 21 marzo 2009     | Spacewatch          |
| 751541 | 2015 EA22                | 30 aprile 2008    | Mount Lemmon Survey |
| 751542 | 2015 EL29                | 21 gennaio 2015   | Pan-STARRS          |
| 751543 | 2015 ET32                | 27 novembre 2013  | Pan-STARRS          |
| 751544 | 2015 EA36                | 21 gennaio 2015   | Pan-STARRS          |
| 751545 | 2015 EE36                | 10 febbraio 2015  | Mount Lemmon Survey |
| 751546 | 2015 EB38                | 11 marzo 2015     | Spacewatch          |
| 751547 | 2015 EQ39                | 13 dicembre 2010  | Mount Lemmon Survey |
| 751548 | 2015 EZ45                | 20 maggio 2012    | Mount Lemmon Survey |
| 751549 | 2015 EL46                | 17 marzo 2005     | Mount Lemmon Survey |
| 751550 | 2015 EV49                | 21 maggio 2012    | Mount Lemmon Survey |
| 751551 | 2015 EY49                | 24 agosto 2012    | Spacewatch          |
| 751552 | 2015 EQ52                | 26 gennaio 2015   | Pan-STARRS          |
| 751553 | 2015 EX52                | 9 ottobre 2012    | Mount Lemmon Survey |
| 751554 | 2015 EA53                | 13 settembre 2013 | Mount Lemmon Survey |
| 751555 | 2015 ED54                | 14 marzo 2015     | Pan-STARRS          |
| 751556 | 2015 ES55                | 14 marzo 2015     | Pan-STARRS          |
| 751557 | 2015 EK56                | 10 febbraio 2015  | Mount Lemmon Survey |
| 751558 | 2015 EU58                | 9 aprile 2010     | Mount Lemmon Survey |
| 751559 | 2015 EB60                | 16 febbraio 2015  | Pan-STARRS          |
| 751560 | 2015 EV60                | 3 gennaio 2012    | Spacewatch          |
| 751561 | 2015 EQ73                | 30 settembre 2009 | Mount Lemmon Survey |
| 751562 | 2015 EC74                | 30 novembre 2005  | Mount Lemmon Survey |
| 751563 | 2015 EG74                | 14 marzo 2015     | Pan-STARRS          |
| 751564 | 2015 ET74                | 11 marzo 2015     | Mount Lemmon Survey |
| 751565 | 2015 EQ75                | 15 marzo 2015     | Pan-STARRS          |
| 751566 | 2015 FE1                 | 15 gennaio 2015   | Pan-STARRS          |
| 751567 | 2015 FK10                | 7 novembre 2012   | Pan-STARRS          |
| 751568 | 2015 FM11                | 6 ottobre 2012    | Pan-STARRS          |
| 751569 | 2015 FW14                | 12 dicembre 2012  | Mount Lemmon Survey |
| 751570 | 2015 FZ23                | 3 febbraio 2009   | Spacewatch          |
| 751571 | 2015 FH25                | 27 febbraio 2015  | Mount Lemmon Survey |
| 751572 | 2015 FR28                | 15 gennaio 2015   | Pan-STARRS          |
| 751573 | 2015 FO35                | 15 novembre 1999  | LINEAR              |
| 751574 | 2015 FH36                | 1 febbraio 2012   | CSS                 |
| 751575 | 2015 FA38                | 17 marzo 2015     | Pan-STARRS          |
| 751576 | 2015 FK38                | 2 marzo 2011      | CSS                 |
| 751577 | 2015 FL39                | 18 settembre 2009 | Spacewatch          |
| 751578 | 2015 FB41                | 2 ottobre 2008    | Mount Lemmon Survey |
| 751579 | 2015 FF42                | 25 ottobre 2013   | Spacewatch          |
| 751580 | 2015 FD44                | 28 settembre 2013 | Mount Lemmon Survey |
| 751581 | 2015 FH44                | 1 febbraio 2009   | Spacewatch          |
| 751582 | 2015 FW44                | 3 ottobre 2013    | Mount Lemmon Survey |
| 751583 | 2015 FQ46                | 24 ottobre 2013   | Mount Lemmon Survey |
| 751584 | 2015 FQ47                | 18 gennaio 2015   | Pan-STARRS          |
| 751585 | 2015 FY49                | 16 gennaio 2015   | Pan-STARRS          |
| 751586 | 2015 FO52                | 23 novembre 2014  | Pan-STARRS          |
| 751587 | 2015 FD53                | 26 gennaio 2015   | Pan-STARRS          |
| 751588 | 2015 FF54                | 31 ottobre 2007   | Mount Lemmon Survey |
| 751589 | 2015 FT54                | 8 febbraio 2011   | CSS                 |
| 751590 | 2015 FJ55                | 10 aprile 2010    | Mount Lemmon Survey |
| 751591 | 2015 FD56                | 19 ottobre 2007   | Mount Lemmon Survey |
| 751592 | 2015 FQ64                | 2 ottobre 2013    | PTF                 |
| 751593 | 2015 FK65                | 26 ottobre 2012   | Mount Lemmon Survey |
| 751594 | 2015 FR68                | 18 marzo 2015     | Pan-STARRS          |
| 751595 | 2015 FE74                | 8 maggio 2008     | Mount Lemmon Survey |
| 751596 | 2015 FC75                | 17 marzo 2015     | Pan-STARRS          |
| 751597 | 2015 FZ75                | 22 maggio 2011    | Mount Lemmon Survey |
| 751598 | 2015 FT77                | 14 ottobre 2009   | Mount Lemmon Survey |
| 751599 | 2015 FB79                | 30 gennaio 2011   | Spacewatch          |
| 751600 | 2015 FD80                | 12 ottobre 2013   | Mount Lemmon Survey |

## 751601–751700
| Nome   | Designazione provvisoria | Data di scoperta  | Scopritore                 |
| ------ | ------------------------ | ----------------- | -------------------------- |
| 751601 | 2015 FX82                | 24 gennaio 2015   | Pan-STARRS                 |
| 751602 | 2015 FC93                | 14 dicembre 2010  | Mount Lemmon Survey        |
| 751603 | 2015 FU95                | 15 settembre 2009 | Spacewatch                 |
| 751604 | 2015 FW97                | 20 marzo 2015     | Pan-STARRS                 |
| 751605 | 2015 FD103               | 18 marzo 2004     | NEAT                       |
| 751606 | 2015 FF116               | 24 agosto 2011    | Pan-STARRS                 |
| 751607 | 2015 FG122               | 14 dicembre 2010  | Mount Lemmon Survey        |
| 751608 | 2015 FW122               | 21 aprile 2004    | Spacewatch                 |
| 751609 | 2015 FW125               | 23 gennaio 2015   | Pan-STARRS                 |
| 751610 | 2015 FL126               | 6 settembre 2012  | Mount Lemmon Survey        |
| 751611 | 2015 FM126               | 26 febbraio 2004  | M. W. Buie, D. E. Trilling |
| 751612 | 2015 FO126               | 26 ottobre 2013   | Spacewatch                 |
| 751613 | 2015 FJ127               | 20 marzo 2015     | Pan-STARRS                 |
| 751614 | 2015 FN127               | 21 gennaio 2015   | Pan-STARRS                 |
| 751615 | 2015 FS128               | 21 gennaio 2015   | Pan-STARRS                 |
| 751616 | 2015 FG129               | 6 ottobre 2013    | Spacewatch                 |
| 751617 | 2015 FE133               | 3 ottobre 2013    | Spacewatch                 |
| 751618 | 2015 FV137               | 21 marzo 2015     | Pan-STARRS                 |
| 751619 | 2015 FW138               | 5 maggio 2010     | Mount Lemmon Survey        |
| 751620 | 2015 FZ143               | 19 gennaio 2015   | Pan-STARRS                 |
| 751621 | 2015 FC144               | 11 aprile 2010    | Spacewatch                 |
| 751622 | 2015 FG144               | 28 settembre 2003 | Spacewatch                 |
| 751623 | 2015 FK144               | 2 ottobre 2013    | Pan-STARRS                 |
| 751624 | 2015 FJ147               | 14 aprile 2008    | Spacewatch                 |
| 751625 | 2015 FT147               | 8 febbraio 1999   | J. Anderson, C. Veillet    |
| 751626 | 2015 FP151               | 11 novembre 2009  | Mount Lemmon Survey        |
| 751627 | 2015 FZ153               | 16 maggio 2012    | Mount Lemmon Survey        |
| 751628 | 2015 FC155               | 19 aprile 2012    | Spacewatch                 |
| 751629 | 2015 FL155               | 28 gennaio 2011   | Mount Lemmon Survey        |
| 751630 | 2015 FY159               | 21 marzo 2015     | Pan-STARRS                 |
| 751631 | 2015 FH161               | 21 marzo 2015     | Pan-STARRS                 |
| 751632 | 2015 FD162               | 2 ottobre 2006    | Mount Lemmon Survey        |
| 751633 | 2015 FL167               | 21 marzo 2015     | Pan-STARRS                 |
| 751634 | 2015 FE168               | 17 marzo 2015     | Spacewatch                 |
| 751635 | 2015 FG170               | 2 aprile 2011     | Pan-STARRS                 |
| 751636 | 2015 FK170               | 7 febbraio 2011   | Mount Lemmon Survey        |
| 751637 | 2015 FB173               | 8 febbraio 2011   | Mount Lemmon Survey        |
| 751638 | 2015 FW183               | 30 gennaio 2011   | Mount Lemmon Survey        |
| 751639 | 2015 FK186               | 18 gennaio 2015   | Pan-STARRS                 |
| 751640 | 2015 FP187               | 18 gennaio 2015   | Pan-STARRS                 |
| 751641 | 2015 FL190               | 23 gennaio 2015   | Pan-STARRS                 |
| 751642 | 2015 FM192               | 14 dicembre 2006  | Spacewatch                 |
| 751643 | 2015 FT192               | 17 agosto 2012    | Pan-STARRS                 |
| 751644 | 2015 FK193               | 25 aprile 2007    | Mount Lemmon Survey        |
| 751645 | 2015 FC194               | 10 febbraio 2008  | Spacewatch                 |
| 751646 | 2015 FD195               | 22 marzo 2015     | Pan-STARRS                 |
| 751647 | 2015 FD196               | 10 dicembre 2010  | Mount Lemmon Survey        |
| 751648 | 2015 FN200               | 15 aprile 2012    | Pan-STARRS                 |
| 751649 | 2015 FS201               | 26 settembre 2006 | Spacewatch                 |
| 751650 | 2015 FD202               | 10 gennaio 2007   | Mount Lemmon Survey        |
| 751651 | 2015 FH203               | 1 marzo 2008      | Spacewatch                 |
| 751652 | 2015 FQ206               | 23 gennaio 2015   | Pan-STARRS                 |
| 751653 | 2015 FO207               | 16 febbraio 2015  | Pan-STARRS                 |
| 751654 | 2015 FY208               | 24 novembre 2013  | Pan-STARRS                 |
| 751655 | 2015 FY209               | 22 gennaio 2015   | Pan-STARRS                 |
| 751656 | 2015 FL211               | 27 febbraio 2015  | Mount Lemmon Survey        |
| 751657 | 2015 FR214               | 4 novembre 2014   | Mount Lemmon Survey        |
| 751658 | 2015 FN225               | 23 marzo 2015     | Pan-STARRS                 |
| 751659 | 2015 FR226               | 10 marzo 2011     | Spacewatch                 |
| 751660 | 2015 FL232               | 12 febbraio 2011  | Mount Lemmon Survey        |
| 751661 | 2015 FF237               | 23 marzo 2015     | Pan-STARRS                 |
| 751662 | 2015 FJ238               | 22 marzo 2015     | Mount Lemmon Survey        |
| 751663 | 2015 FR240               | 23 marzo 2015     | Pan-STARRS                 |
| 751664 | 2015 FH241               | 18 settembre 2001 | SDSS Collaboration         |
| 751665 | 2015 FC244               | 14 aprile 2008    | Spacewatch                 |
| 751666 | 2015 FE244               | 27 marzo 2008     | Spacewatch                 |
| 751667 | 2015 FZ245               | 23 marzo 2015     | Pan-STARRS                 |
| 751668 | 2015 FV249               | 15 ottobre 2012   | Pan-STARRS                 |
| 751669 | 2015 FQ251               | 24 agosto 2011    | Pan-STARRS                 |
| 751670 | 2015 FT254               | 3 ottobre 2013    | Pan-STARRS                 |
| 751671 | 2015 FT259               | 24 marzo 2015     | Pan-STARRS                 |
| 751672 | 2015 FH265               | 27 gennaio 2015   | Pan-STARRS                 |
| 751673 | 2015 FC266               | 3 novembre 2010   | Mount Lemmon Survey        |
| 751674 | 2015 FP271               | 18 febbraio 2015  | Pan-STARRS                 |
| 751675 | 2015 FK273               | 28 settembre 2009 | Mount Lemmon Survey        |
| 751676 | 2015 FM273               | 24 marzo 2015     | Pan-STARRS                 |
| 751677 | 2015 FU273               | 19 gennaio 2015   | Pan-STARRS                 |
| 751678 | 2015 FP276               | 12 gennaio 2008   | Spacewatch                 |
| 751679 | 2015 FQ276               | 21 gennaio 2015   | Pan-STARRS                 |
| 751680 | 2015 FL277               | 29 maggio 2008    | Mount Lemmon Survey        |
| 751681 | 2015 FR277               | 24 marzo 2015     | Pan-STARRS                 |
| 751682 | 2015 FL279               | 8 novembre 2010   | Spacewatch                 |
| 751683 | 2015 FU280               | 20 marzo 2015     | M. Altmann, T. Prusti      |
| 751684 | 2015 FK284               | 24 marzo 2015     | Pan-STARRS                 |
| 751685 | 2015 FJ290               | 25 novembre 2011  | Pan-STARRS                 |
| 751686 | 2015 FG292               | 26 aprile 2010    | Mount Lemmon Survey        |
| 751687 | 2015 FT294               | 29 gennaio 2012   | Mount Lemmon Survey        |
| 751688 | 2015 FF297               | 28 marzo 2015     | Pan-STARRS                 |
| 751689 | 2015 FT297               | 25 febbraio 2007  | Mount Lemmon Survey        |
| 751690 | 2015 FJ298               | 28 marzo 2015     | Pan-STARRS                 |
| 751691 | 2015 FW299               | 31 dicembre 2013  | Pan-STARRS                 |
| 751692 | 2015 FF300               | 28 marzo 2015     | Pan-STARRS                 |
| 751693 | 2015 FA308               | 23 marzo 2015     | Pan-STARRS                 |
| 751694 | 2015 FF308               | 22 aprile 2004    | W. K. Y. Yeung             |
| 751695 | 2015 FX309               | 19 gennaio 2015   | Mount Lemmon Survey        |
| 751696 | 2015 FO316               | 11 giugno 2010    | Mount Lemmon Survey        |
| 751697 | 2015 FA317               | 16 ottobre 2006   | CSS                        |
| 751698 | 2015 FD321               | 7 aprile 2011     | Spacewatch                 |
| 751699 | 2015 FN324               | 25 marzo 2015     | Pan-STARRS                 |
| 751700 | 2015 FA328               | 25 marzo 2015     | Pan-STARRS                 |

## 751701–751800
| Nome   | Designazione provvisoria | Data di scoperta  | Scopritore                   |
| ------ | ------------------------ | ----------------- | ---------------------------- |
| 751701 | 2015 FL328               | 25 marzo 2015     | Pan-STARRS                   |
| 751702 | 2015 FK331               | 14 gennaio 2011   | Mount Lemmon Survey          |
| 751703 | 2015 FZ331               | 13 settembre 2013 | Mount Lemmon Survey          |
| 751704 | 2015 FC334               | 30 marzo 2015     | Pan-STARRS                   |
| 751705 | 2015 FY334               | 24 maggio 2011    | M. Schwartz, P. R. Holvorcem |
| 751706 | 2015 FP335               | 24 marzo 2015     | Mount Lemmon Survey          |
| 751707 | 2015 FQ340               | 31 marzo 2015     | Pan-STARRS                   |
| 751708 | 2015 FB344               | 17 settembre 2006 | Spacewatch                   |
| 751709 | 2015 FM349               | 16 marzo 2015     | Pan-STARRS                   |
| 751710 | 2015 FM351               | 23 febbraio 2015  | Pan-STARRS                   |
| 751711 | 2015 FW352               | 8 maggio 2011     | Mount Lemmon Survey          |
| 751712 | 2015 FF353               | 5 dicembre 2010   | Mount Lemmon Survey          |
| 751713 | 2015 FL353               | 27 dicembre 2006  | Mount Lemmon Survey          |
| 751714 | 2015 FE354               | 17 marzo 2015     | Pan-STARRS                   |
| 751715 | 2015 FA355               | 18 gennaio 2013   | Mount Lemmon Survey          |
| 751716 | 2015 FO355               | 17 marzo 2015     | Pan-STARRS                   |
| 751717 | 2015 FU356               | 13 dicembre 2006  | Mount Lemmon Survey          |
| 751718 | 2015 FK357               | 17 marzo 2015     | Pan-STARRS                   |
| 751719 | 2015 FU359               | 17 marzo 2015     | Pan-STARRS                   |
| 751720 | 2015 FO361               | 5 dicembre 2012   | Mount Lemmon Survey          |
| 751721 | 2015 FU361               | 6 settembre 2008  | Mount Lemmon Survey          |
| 751722 | 2015 FZ361               | 25 agosto 2003    | NEAT                         |
| 751723 | 2015 FP365               | 18 marzo 2015     | Pan-STARRS                   |
| 751724 | 2015 FZ366               | 29 gennaio 2015   | Pan-STARRS                   |
| 751725 | 2015 FZ367               | 8 ottobre 2012    | Pan-STARRS                   |
| 751726 | 2015 FT368               | 20 febbraio 2015  | Pan-STARRS                   |
| 751727 | 2015 FD371               | 28 gennaio 2015   | Pan-STARRS                   |
| 751728 | 2015 FD372               | 18 marzo 2015     | Pan-STARRS                   |
| 751729 | 2015 FM372               | 18 marzo 2015     | Pan-STARRS                   |
| 751730 | 2015 FV373               | 18 marzo 2015     | Pan-STARRS                   |
| 751731 | 2015 FC376               | 18 marzo 2015     | Pan-STARRS                   |
| 751732 | 2015 FS382               | 26 ottobre 2013   | Spacewatch                   |
| 751733 | 2015 FX385               | 4 ottobre 2006    | Mount Lemmon Survey          |
| 751734 | 2015 FB386               | 20 marzo 2015     | Pan-STARRS                   |
| 751735 | 2015 FC386               | 24 febbraio 2015  | Pan-STARRS                   |
| 751736 | 2015 FR387               | 20 marzo 2015     | Pan-STARRS                   |
| 751737 | 2015 FX389               | 18 ottobre 2012   | Mount Lemmon Survey          |
| 751738 | 2015 FM390               | 11 ottobre 2012   | Pan-STARRS                   |
| 751739 | 2015 FD394               | 13 ottobre 2010   | Mount Lemmon Survey          |
| 751740 | 2015 FL395               | 22 marzo 2015     | Pan-STARRS                   |
| 751741 | 2015 FU401               | 17 marzo 2015     | Mount Lemmon Survey          |
| 751742 | 2015 FZ403               | 27 gennaio 2011   | Spacewatch                   |
| 751743 | 2015 FO404               | 31 marzo 2015     | Pan-STARRS                   |
| 751744 | 2015 FF409               | 8 febbraio 2011   | Mount Lemmon Survey          |
| 751745 | 2015 FN409               | 25 gennaio 2015   | Pan-STARRS                   |
| 751746 | 2015 FO412               | 28 marzo 2015     | Pan-STARRS                   |
| 751747 | 2015 FR412               | 28 marzo 2015     | Pan-STARRS                   |
| 751748 | 2015 FV412               | 11 marzo 2008     | Spacewatch                   |
| 751749 | 2015 FO414               | 31 marzo 2015     | Pan-STARRS                   |
| 751750 | 2015 FU414               | 16 marzo 2015     | Mount Lemmon Survey          |
| 751751 | 2015 FG416               | 7 marzo 2016      | Pan-STARRS                   |
| 751752 | 2015 FD418               | 21 marzo 2015     | Pan-STARRS                   |
| 751753 | 2015 FR419               | 22 marzo 2015     | Pan-STARRS                   |
| 751754 | 2015 FQ427               | 30 marzo 2015     | Pan-STARRS                   |
| 751755 | 2015 FC431               | 25 marzo 2015     | Mount Lemmon Survey          |
| 751756 | 2015 FD433               | 28 marzo 2015     | Pan-STARRS                   |
| 751757 | 2015 FQ433               | 21 marzo 2015     | Pan-STARRS                   |
| 751758 | 2015 FU433               | 21 marzo 2015     | Pan-STARRS                   |
| 751759 | 2015 FC434               | 25 marzo 2015     | Pan-STARRS                   |
| 751760 | 2015 FO436               | 28 marzo 2015     | Pan-STARRS                   |
| 751761 | 2015 FM438               | 28 marzo 2015     | Mount Lemmon Survey          |
| 751762 | 2015 FV438               | 23 marzo 2015     | Pan-STARRS                   |
| 751763 | 2015 FR441               | 20 marzo 2015     | Pan-STARRS                   |
| 751764 | 2015 FK442               | 21 marzo 2015     | Pan-STARRS                   |
| 751765 | 2015 FO443               | 25 marzo 2015     | Mount Lemmon Survey          |
| 751766 | 2015 FO450               | 2 agosto 2011     | Pan-STARRS                   |
| 751767 | 2015 GY2                 | 5 ottobre 2013    | Mount Lemmon Survey          |
| 751768 | 2015 GT4                 | 9 ottobre 2013    | Mount Lemmon Survey          |
| 751769 | 2015 GV4                 | 3 maggio 2011     | Mount Lemmon Survey          |
| 751770 | 2015 GL7                 | 17 marzo 2015     | Pan-STARRS                   |
| 751771 | 2015 GK8                 | 27 marzo 2015     | Pan-STARRS                   |
| 751772 | 2015 GV14                | 23 agosto 2003    | NEAT                         |
| 751773 | 2015 GA15                | 27 febbraio 2015  | Pan-STARRS                   |
| 751774 | 2015 GO15                | 14 marzo 2004     | Spacewatch                   |
| 751775 | 2015 GC16                | 15 settembre 2007 | Spacewatch                   |
| 751776 | 2015 GY17                | 25 gennaio 2015   | Pan-STARRS                   |
| 751777 | 2015 GR18                | 1 aprile 2011     | Spacewatch                   |
| 751778 | 2015 GT20                | 22 aprile 2011    | Spacewatch                   |
| 751779 | 2015 GQ21                | 29 marzo 2004     | Spacewatch                   |
| 751780 | 2015 GS23                | 25 marzo 2015     | Pan-STARRS                   |
| 751781 | 2015 GK25                | 18 marzo 2015     | Pan-STARRS                   |
| 751782 | 2015 GG26                | 13 maggio 2011    | Mount Lemmon Survey          |
| 751783 | 2015 GC27                | 17 novembre 2010  | Mount Lemmon Survey          |
| 751784 | 2015 GF27                | 10 ottobre 2008   | Mount Lemmon Survey          |
| 751785 | 2015 GZ28                | 13 febbraio 2011  | Mount Lemmon Survey          |
| 751786 | 2015 GM29                | 25 settembre 2005 | NEAT                         |
| 751787 | 2015 GJ30                | 30 aprile 2008    | Mount Lemmon Survey          |
| 751788 | 2015 GU34                | 21 marzo 2015     | Pan-STARRS                   |
| 751789 | 2015 GG36                | 24 novembre 2013  | Pan-STARRS                   |
| 751790 | 2015 GZ36                | 12 ottobre 2005   | Spacewatch                   |
| 751791 | 2015 GV43                | 25 gennaio 2015   | Pan-STARRS                   |
| 751792 | 2015 GW43                | 2 febbraio 2006   | Osservatorio di Mauna Kea    |
| 751793 | 2015 GY43                | 15 aprile 2015    | Pan-STARRS                   |
| 751794 | 2015 GD48                | 23 gennaio 2015   | Pan-STARRS                   |
| 751795 | 2015 GO48                | 8 novembre 2009   | Spacewatch                   |
| 751796 | 2015 GD49                | 23 febbraio 2015  | Pan-STARRS                   |
| 751797 | 2015 GN52                | 10 febbraio 2011  | Mount Lemmon Survey          |
| 751798 | 2015 GK65                | 2 gennaio 2009    | Spacewatch                   |
| 751799 | 2015 GN65                | 10 aprile 2015    | Pan-STARRS                   |
| 751800 | 2015 GY68                | 22 gennaio 2015   | Pan-STARRS                   |

## 751801–751900
| Nome   | Designazione provvisoria | Data di scoperta  | Scopritore                |
| ------ | ------------------------ | ----------------- | ------------------------- |
| 751801 | 2015 HG4                 | 20 gennaio 2015   | Pan-STARRS                |
| 751802 | 2015 HL4                 | 20 gennaio 2015   | Pan-STARRS                |
| 751803 | 2015 HW4                 | 3 luglio 2005     | NEAT                      |
| 751804 | 2015 HY6                 | 18 marzo 2015     | Pan-STARRS                |
| 751805 | 2015 HN11                | 17 aprile 2015    | CSS                       |
| 751806 | 2015 HL13                | 20 settembre 2011 | Spacewatch                |
| 751807 | 2015 HN16                | 14 settembre 2009 | Spacewatch                |
| 751808 | 2015 HT17                | 23 ottobre 2013   | Mount Lemmon Survey       |
| 751809 | 2015 HW22                | 22 marzo 2015     | Pan-STARRS                |
| 751810 | 2015 HU24                | 28 gennaio 2015   | Pan-STARRS                |
| 751811 | 2015 HX24                | 27 marzo 2015     | Spacewatch                |
| 751812 | 2015 HA26                | 19 settembre 2006 | CSS                       |
| 751813 | 2015 HP30                | 16 aprile 2015    | Mount Lemmon Survey       |
| 751814 | 2015 HZ30                | 15 agosto 2009    | Spacewatch                |
| 751815 | 2015 HJ31                | 27 novembre 2013  | Pan-STARRS                |
| 751816 | 2015 HE33                | 13 maggio 2008    | Mount Lemmon Survey       |
| 751817 | 2015 HO33                | 23 febbraio 2015  | Pan-STARRS                |
| 751818 | 2015 HB36                | 3 maggio 2008     | Mount Lemmon Survey       |
| 751819 | 2015 HD37                | 13 aprile 2004    | Spacewatch                |
| 751820 | 2015 HS44                | 14 dicembre 2010  | Mount Lemmon Survey       |
| 751821 | 2015 HD46                | 9 novembre 2013   | Spacewatch                |
| 751822 | 2015 HD47                | 25 marzo 2015     | Pan-STARRS                |
| 751823 | 2015 HJ50                | 16 aprile 2015    | Pan-STARRS                |
| 751824 | 2015 HN50                | 23 febbraio 2015  | Pan-STARRS                |
| 751825 | 2015 HV50                | 15 settembre 2004 | Spacewatch                |
| 751826 | 2015 HA52                | 4 marzo 2011      | Mount Lemmon Survey       |
| 751827 | 2015 HK53                | 28 gennaio 2015   | Pan-STARRS                |
| 751828 | 2015 HR53                | 18 marzo 2001     | Spacewatch                |
| 751829 | 2015 HC56                | 18 aprile 2015    | Pan-STARRS                |
| 751830 | 2015 HU56                | 18 settembre 2012 | Mount Lemmon Survey       |
| 751831 | 2015 HR57                | 18 aprile 2015    | Pan-STARRS                |
| 751832 | 2015 HN58                | 12 febbraio 2011  | Mount Lemmon Survey       |
| 751833 | 2015 HJ62                | 10 febbraio 2011  | Mount Lemmon Survey       |
| 751834 | 2015 HM62                | 28 gennaio 2015   | Pan-STARRS                |
| 751835 | 2015 HJ63                | 25 febbraio 2011  | Mount Lemmon Survey       |
| 751836 | 2015 HD64                | 25 febbraio 2011  | Mount Lemmon Survey       |
| 751837 | 2015 HX64                | 14 maggio 2004    | Spacewatch                |
| 751838 | 2015 HM65                | 19 febbraio 2009  | Spacewatch                |
| 751839 | 2015 HP66                | 1 aprile 2015     | Pan-STARRS                |
| 751840 | 2015 HO68                | 2 agosto 2011     | Pan-STARRS                |
| 751841 | 2015 HA70                | 6 dicembre 2013   | Pan-STARRS                |
| 751842 | 2015 HK71                | 23 aprile 2015    | Pan-STARRS                |
| 751843 | 2015 HS73                | 21 dicembre 2003  | Spacewatch                |
| 751844 | 2015 HU76                | 28 settembre 2013 | Mount Lemmon Survey       |
| 751845 | 2015 HJ77                | 23 aprile 2015    | Pan-STARRS                |
| 751846 | 2015 HF80                | 27 gennaio 2007   | Spacewatch                |
| 751847 | 2015 HK84                | 16 gennaio 2007   | Mount Lemmon Survey       |
| 751848 | 2015 HK87                | 21 ottobre 2006   | Mount Lemmon Survey       |
| 751849 | 2015 HP87                | 24 maggio 2011    | Pan-STARRS                |
| 751850 | 2015 HN89                | 19 ottobre 2011   | Mount Lemmon Survey       |
| 751851 | 2015 HY90                | 23 aprile 2015    | Pan-STARRS                |
| 751852 | 2015 HD93                | 12 giugno 2008    | Spacewatch                |
| 751853 | 2015 HQ95                | 29 settembre 2009 | Spacewatch                |
| 751854 | 2015 HE97                | 14 agosto 2012    | Pan-STARRS                |
| 751855 | 2015 HJ102               | 9 febbraio 2010   | Mount Lemmon Survey       |
| 751856 | 2015 HO103               | 22 marzo 2015     | Pan-STARRS                |
| 751857 | 2015 HN106               | 6 settembre 2008  | Mount Lemmon Survey       |
| 751858 | 2015 HC109               | 13 aprile 2015    | Pan-STARRS                |
| 751859 | 2015 HF109               | 28 gennaio 2015   | Pan-STARRS                |
| 751860 | 2015 HP117               | 22 aprile 2015    | J. Jahn                   |
| 751861 | 2015 HR117               | 25 aprile 2015    | Pan-STARRS                |
| 751862 | 2015 HG120               | 26 marzo 2015     | Spacewatch                |
| 751863 | 2015 HL124               | 18 marzo 2015     | Pan-STARRS                |
| 751864 | 2015 HS126               | 31 ottobre 2006   | Mount Lemmon Survey       |
| 751865 | 2015 HT132               | 11 giugno 2007    | Osservatorio di Mauna Kea |
| 751866 | 2015 HC133               | 11 aprile 2015    | Spacewatch                |
| 751867 | 2015 HD134               | 17 ottobre 2012   | Mount Lemmon Survey       |
| 751868 | 2015 HG135               | 24 settembre 2009 | Mount Lemmon Survey       |
| 751869 | 2015 HP135               | 23 aprile 2015    | Pan-STARRS                |
| 751870 | 2015 HU136               | 24 settembre 2005 | Spacewatch                |
| 751871 | 2015 HB138               | 6 giugno 2011     | Pan-STARRS                |
| 751872 | 2015 HU138               | 14 ottobre 2009   | Mount Lemmon Survey       |
| 751873 | 2015 HA140               | 30 aprile 2011    | Mount Lemmon Survey       |
| 751874 | 2015 HS140               | 23 aprile 2015    | Pan-STARRS                |
| 751875 | 2015 HR143               | 11 ottobre 2012   | Pan-STARRS                |
| 751876 | 2015 HC145               | 23 aprile 2015    | Pan-STARRS                |
| 751877 | 2015 HF146               | 12 novembre 2005  | Spacewatch                |
| 751878 | 2015 HS148               | 19 settembre 2012 | Mount Lemmon Survey       |
| 751879 | 2015 HV148               | 27 ottobre 2013   | Mount Lemmon Survey       |
| 751880 | 2015 HG151               | 2 ottobre 2003    | Spacewatch                |
| 751881 | 2015 HJ152               | 22 maggio 2011    | Mount Lemmon Survey       |
| 751882 | 2015 HM153               | 23 aprile 2015    | Pan-STARRS                |
| 751883 | 2015 HY161               | 14 ottobre 2012   | Spacewatch                |
| 751884 | 2015 HC166               | 23 aprile 2011    | Pan-STARRS                |
| 751885 | 2015 HU169               | 30 marzo 2011     | Pan-STARRS                |
| 751886 | 2015 HM171               | 24 dicembre 2011  | Mount Lemmon Survey       |
| 751887 | 2015 HP172               | 31 gennaio 2015   | Pan-STARRS                |
| 751888 | 2015 HR172               | 11 gennaio 2011   | Spacewatch                |
| 751889 | 2015 HK175               | 21 maggio 2011    | Pan-STARRS                |
| 751890 | 2015 HP176               | 17 marzo 2015     | Pan-STARRS                |
| 751891 | 2015 HS179               | 19 marzo 2015     | Pan-STARRS                |
| 751892 | 2015 HZ179               | 28 novembre 2013  | Spacewatch                |
| 751893 | 2015 HQ183               | 20 gennaio 2012   | CSS                       |
| 751894 | 2015 HH184               | 20 aprile 2015    | Pan-STARRS                |
| 751895 | 2015 HA185               | 22 ottobre 2012   | Mount Lemmon Survey       |
| 751896 | 2015 HC186               | 9 febbraio 2007   | Spacewatch                |
| 751897 | 2015 HD186               | 24 dicembre 2006  | Spacewatch                |
| 751898 | 2015 HM188               | 22 gennaio 2015   | Pan-STARRS                |
| 751899 | 2015 HH189               | 18 aprile 2015    | Pan-STARRS                |
| 751900 | 2015 HC190               | 13 maggio 2011    | Mount Lemmon Survey       |

## 751901–752000
| Nome   | Designazione provvisoria | Data di scoperta  | Scopritore            |
| ------ | ------------------------ | ----------------- | --------------------- |
| 751901 | 2015 HH190               | 3 settembre 2008  | Spacewatch            |
| 751902 | 2015 HN190               | 14 dicembre 2013  | Mount Lemmon Survey   |
| 751903 | 2015 HD191               | 22 ottobre 2008   | Spacewatch            |
| 751904 | 2015 HX191               | 5 giugno 2011     | Mount Lemmon Survey   |
| 751905 | 2015 HT192               | 24 aprile 2015    | Pan-STARRS            |
| 751906 | 2015 HJ193               | 22 marzo 2015     | Mount Lemmon Survey   |
| 751907 | 2015 HX196               | 18 aprile 2015    | Mount Lemmon Survey   |
| 751908 | 2015 HF201               | 23 aprile 2015    | Pan-STARRS            |
| 751909 | 2015 HD203               | 23 aprile 2015    | CSS                   |
| 751910 | 2015 HW208               | 23 aprile 2015    | Pan-STARRS            |
| 751911 | 2015 HF209               | 18 aprile 2015    | Pan-STARRS            |
| 751912 | 2015 HU210               | 23 aprile 2015    | Pan-STARRS            |
| 751913 | 2015 HW212               | 18 aprile 2015    | Pan-STARRS            |
| 751914 | 2015 HE213               | 25 aprile 2015    | Pan-STARRS            |
| 751915 | 2015 HV215               | 18 aprile 2015    | Pan-STARRS            |
| 751916 | 2015 HV216               | 23 aprile 2015    | Pan-STARRS            |
| 751917 | 2015 HR221               | 23 aprile 2015    | Pan-STARRS            |
| 751918 | 2015 HE227               | 25 aprile 2015    | Pan-STARRS            |
| 751919 | 2015 HE233               | 18 aprile 2015    | CTIO-DECam            |
| 751920 | 2015 HP298               | 19 aprile 2015    | CTIO-DECam            |
| 751921 | 2015 JL1                 | 28 gennaio 2015   | Pan-STARRS            |
| 751922 | 2015 JK6                 | 27 gennaio 2007   | Mount Lemmon Survey   |
| 751923 | 2015 JS6                 | 24 aprile 2015    | Pan-STARRS            |
| 751924 | 2015 JO8                 | 7 ottobre 2013    | Mount Lemmon Survey   |
| 751925 | 2015 JJ9                 | 26 agosto 2012    | Spacewatch            |
| 751926 | 2015 JN9                 | 21 ottobre 2007   | Mount Lemmon Survey   |
| 751927 | 2015 JT9                 | 21 marzo 2015     | Pan-STARRS            |
| 751928 | 2015 JV10                | 15 maggio 2015    | Pan-STARRS            |
| 751929 | 2015 JM11                | 26 novembre 2014  | Pan-STARRS            |
| 751930 | 2015 JG12                | 9 maggio 2015     | M. Altmann, T. Prusti |
| 751931 | 2015 JU13                | 25 maggio 2007    | Mount Lemmon Survey   |
| 751932 | 2015 JG14                | 24 ottobre 2009   | Spacewatch            |
| 751933 | 2015 JU19                | 11 maggio 2015    | Mount Lemmon Survey   |
| 751934 | 2015 JE22                | 15 maggio 2015    | Pan-STARRS            |
| 751935 | 2015 JZ22                | 11 maggio 2015    | Mount Lemmon Survey   |
| 751936 | 2015 JT25                | 12 maggio 2015    | Mount Lemmon Survey   |
| 751937 | 2015 KY1                 | 25 marzo 2015     | Mount Lemmon Survey   |
| 751938 | 2015 KM2                 | 20 dicembre 2014  | Pan-STARRS            |
| 751939 | 2015 KV2                 | 28 gennaio 2015   | Pan-STARRS            |
| 751940 | 2015 KX4                 | 31 gennaio 2015   | Pan-STARRS            |
| 751941 | 2015 KA5                 | 18 maggio 2015    | Pan-STARRS            |
| 751942 | 2015 KX5                 | 20 settembre 2011 | Pan-STARRS            |
| 751943 | 2015 KD8                 | 1 maggio 2015     | Mount Lemmon Survey   |
| 751944 | 2015 KJ8                 | 13 aprile 2015    | Pan-STARRS            |
| 751945 | 2015 KK9                 | 22 marzo 2009     | CSS                   |
| 751946 | 2015 KA11                | 8 settembre 2007  | Mount Lemmon Survey   |
| 751947 | 2015 KS11                | 18 maggio 2015    | Pan-STARRS            |
| 751948 | 2015 KX12                | 28 marzo 2015     | Pan-STARRS            |
| 751949 | 2015 KZ18                | 23 ottobre 2013   | Pan-STARRS            |
| 751950 | 2015 KD20                | 25 febbraio 2006  | Spacewatch            |
| 751951 | 2015 KH20                | 26 ottobre 2008   | Spacewatch            |
| 751952 | 2015 KA21                | 21 marzo 2015     | Pan-STARRS            |
| 751953 | 2015 KJ23                | 5 febbraio 2000   | Spacewatch            |
| 751954 | 2015 KJ29                | 28 marzo 2004     | Spacewatch            |
| 751955 | 2015 KL29                | 26 settembre 2013 | Mount Lemmon Survey   |
| 751956 | 2015 KQ29                | 12 maggio 2015    | Mount Lemmon Survey   |
| 751957 | 2015 KQ31                | 10 maggio 2015    | Mount Lemmon Survey   |
| 751958 | 2015 KC32                | 10 maggio 2015    | Mount Lemmon Survey   |
| 751959 | 2015 KG33                | 12 maggio 2015    | Mount Lemmon Survey   |
| 751960 | 2015 KN33                | 21 settembre 2003 | Spacewatch            |
| 751961 | 2015 KH34                | 16 ottobre 2003   | Spacewatch            |
| 751962 | 2015 KF36                | 19 maggio 2015    | Pan-STARRS            |
| 751963 | 2015 KP36                | 19 maggio 2015    | Pan-STARRS            |
| 751964 | 2015 KQ36                | 19 maggio 2015    | Pan-STARRS            |
| 751965 | 2015 KE37                | 21 ottobre 2012   | Mount Lemmon Survey   |
| 751966 | 2015 KQ38                | 10 giugno 2011    | Mount Lemmon Survey   |
| 751967 | 2015 KX40                | 27 gennaio 2007   | Mount Lemmon Survey   |
| 751968 | 2015 KE43                | 17 settembre 2012 | Mount Lemmon Survey   |
| 751969 | 2015 KJ43                | 9 ottobre 2012    | Mount Lemmon Survey   |
| 751970 | 2015 KU44                | 25 febbraio 2011  | Mount Lemmon Survey   |
| 751971 | 2015 KS46                | 20 maggio 2015    | Pan-STARRS            |
| 751972 | 2015 KF47                | 5 marzo 2002      | LONEOS                |
| 751973 | 2015 KZ47                | 20 maggio 2015    | Pan-STARRS            |
| 751974 | 2015 KQ48                | 20 maggio 2015    | Pan-STARRS            |
| 751975 | 2015 KS49                | 16 ottobre 2012   | Mount Lemmon Survey   |
| 751976 | 2015 KU49                | 20 maggio 2015    | Pan-STARRS            |
| 751977 | 2015 KH50                | 5 marzo 2011      | C. Rinner, F. Kugel   |
| 751978 | 2015 KY53                | 3 gennaio 2014    | CSS                   |
| 751979 | 2015 KB56                | 27 giugno 2011    | Mount Lemmon Survey   |
| 751980 | 2015 KE60                | 25 aprile 2015    | Pan-STARRS            |
| 751981 | 2015 KN62                | 11 maggio 2015    | Mount Lemmon Survey   |
| 751982 | 2015 KN64                | 2 aprile 2011     | Mount Lemmon Survey   |
| 751983 | 2015 KX69                | 24 settembre 2008 | Mount Lemmon Survey   |
| 751984 | 2015 KS70                | 21 maggio 2015    | Pan-STARRS            |
| 751985 | 2015 KT80                | 21 maggio 2015    | Pan-STARRS            |
| 751986 | 2015 KG83                | 21 maggio 2015    | Pan-STARRS            |
| 751987 | 2015 KZ84                | 28 marzo 2015     | Pan-STARRS            |
| 751988 | 2015 KH87                | 18 maggio 2015    | Mount Lemmon Survey   |
| 751989 | 2015 KR90                | 31 marzo 2015     | Pan-STARRS            |
| 751990 | 2015 KM91                | 26 agosto 2012    | Pan-STARRS            |
| 751991 | 2015 KQ91                | 21 maggio 2015    | Pan-STARRS            |
| 751992 | 2015 KD93                | 20 settembre 2011 | Spacewatch            |
| 751993 | 2015 KX95                | 30 luglio 2008    | Mount Lemmon Survey   |
| 751994 | 2015 KK99                | 31 dicembre 2013  | Spacewatch            |
| 751995 | 2015 KR102               | 21 maggio 2015    | Pan-STARRS            |
| 751996 | 2015 KW103               | 13 settembre 2007 | CSS                   |
| 751997 | 2015 KM104               | 6 giugno 2011     | Mount Lemmon Survey   |
| 751998 | 2015 KB106               | 16 marzo 2007     | Spacewatch            |
| 751999 | 2015 KM106               | 21 maggio 2015    | Pan-STARRS            |
| 752000 | 2015 KK108               | 22 dicembre 2008  | Spacewatch            |